# Liste der Monuments historiques in Loudrefing
Die Liste der Monuments historiques in Loudrefing führt die Monuments historiques in der französischen Gemeinde Loudrefing auf.

## Liste der Bauwerke
| Bezeichnung | Beschreibung | Standort                     | Kennzeichnung | Schutzstatus | Datum | Bild |
| ----------- | --- | ---------------------------- | ------------- | ------------ | ----- | ---- |
| Wohnhaus    | Wohnteil eines Quereinhauses; Fachwerk, teilweise massiv, bezeichnet 1704; Wirtschaftsteil nach 1930 komplett erneuert | 2 rue du Chemin Creux (Lage) | PA00107072    | Inscrit      | 1992  |      |